# Staromajorśke
Staromajorśke (ukr. Старомайорське) – wieś na Ukrainie, w obwodzie donieckim, w rejonie wołnowaskim. W 2001 liczyła 840 mieszkańców.
27 lipca 2023 r. Siły Zbrojne Ukrainy wyzwoliły Staromajorśke.
15 lipca 2024 rosjanie zajęli wieś.